# Strangalidium nigellum
Strangalidium nigellum là một loài bọ cánh cứng trong họ Cerambycidae.